# Kedawung (Susukan)
Kedawung is een bestuurslaag in het regentschap Banjarnegara van de provincie Midden-Java, Indonesië. Kedawung telt 3338 inwoners (volkstelling 2010).